# Kazuo Komizu
Kazuo Komizu (小水 一男, Komizu Kazuo), né le 14 décembre 1946 à Sendai, est un réalisateur et scénariste japonais.

## Biographie
Les films de Kazuo Komizu sont avant tout violents et axés ou non sur des thèmes sexuels.
Il est connu à l'étranger pour deux de ses films : Entrailles d'une beauté et Entrailles d'une vierge. Ce genre de film (petit budget, bon rapport et filmé en vidéo) le font entrer dans la nouvelle génération des films asiatiques « extrêmes ».
Son surnom de « Gaira » semble provenir du monstre japonais du même nom dans le film La Guerre des Gargantuas (フランケンシュタインの怪獣 サンダ対ガイラ, Furankenshutain no kaijū: Sanda tai Gaira) (1966).

## Filmographie partielle

### Comme réalisateur
- 1968 : Seiyugi
- 1970 : Seizoku
- 1982 : Sailor-fuku shikijo shiiku
- 1985 : Hako no naka no onna: shojo ikenie
- 1986 : Entrailles d'une beauté (美女のはらわた, Bijo no harawata)
- 1986 : Entrailles d'une vierge (処女のはらわた, Shojo no harawata)
- 1986 : Ryôjoku mesu ichiba - kankin
- 1987 : Gômon kifujin
- 1990 : Hoshi o tsugu mono (ほしをつぐもの?)
- 1992 : Batoru garu
- 1993 : XX: utsukushiki kyôki
- 1995 : Gokudo no ane Reiko

### Comme scénariste
- 1969 : Va, va, vierge pour la deuxième fois (ゆけゆけ二度目の処女, Yuke yuke nidome no shojo?) de Kōji Wakamatsu